# Eudorylaimus iners
Eudorylaimus iners is een rondwormensoort. De wetenschappelijke naam van de soort is voor het eerst geldig gepubliceerd in 1865 door Bastian.